# Lucfalva, Nógrád
Lucfalva (în slovacă Lucina) este un sat în districtul Salgótarján, județul Nógrád, Ungaria, având o populație de 654 de locuitori (2011).

## Demografie
Componența etnică a satului Lucfalva
     Maghiari (64,95%)
     Romi (17,69%)
     Slovaci (16,92%)
     Germani (0,44%)
Componența confesională a satului Lucfalva
     Luterani (53,82%)
     Romano-catolici (22,63%)
     Fără religie (5,2%)
     Necunoscută (18,35%)
     Alte religii (5,81%)
Conform recensământului din 2011, satul Lucfalva avea 654 de locuitori. Din punct de vedere etnic, majoritatea locuitorilor (64,95%) erau maghiari, existând și minorități de romi (17,69%) și slovaci (16,92%).  Din punct de vedere confesional, majoritatea locuitorilor (53,82%) erau luterani, existând și minorități de romano-catolici (22,63%) și persoane fără religie (5,2%). Pentru 18,35% din locuitori nu este cunoscută apartenența confesională.